# Herbert Krisp
Herbert Krisp (* 30. August 1935; † 7. April 2008) war ein deutscher Fußballspieler, der von 1956 bis 1963 für Alemannia Aachen in der damals erstklassigen Fußball-Oberliga West 164 Ligaspiele absolvierte und dabei 28 Tore erzielte. Im ersten Jahr der zweitklassigen Fußball-Regionalliga West, 1963/64, gewann er mit Aachen die Meisterschaft und im Jahr 1965 stand er mit der Mannschaft vom Tivoli im DFB-Pokalfinale.

## Laufbahn
Krisp spielte in jungen Jahren von 1948 bis 1955 beim SV Brachelen, bevor er zu den Alemannen wechselte. Für Aachen bestritt er in den folgenden zehn Jahren insgesamt 260 Ligaspiele in der alten Oberliga West und Regionalliga West und zeichnete sich dabei auch noch als 32-facher Torschütze aus. Dazu kamen noch elf Einsätze in den Bundesligaaufstiegsrunden 1964 und 1965 sowie diverse Spiele im westdeutschen wie im DFB-Pokal. Am 9. September 1956 debütierte Krisp beim 3:0-Auswärtserfolg gegen Borussia Mönchengladbach in der Oberliga West. Er bildete im Angriff zusammen mit „Jupp“ Martinelli und Michael Pfeiffer das Innentrio und erzielte zwei Tore. In seiner zweiten Saison als Vertragsspieler, 1957/58, schaffte er mit 26 Ligaeinsätzen und sechs Toren den Durchbruch zum Stammspieler und die Alemannia belegte den dritten Rang im Westen. Im Jahr der Fußballweltmeisterschaft 1962 in Chile, 1961/62, bestritt er zusammen mit Martinelli und seinem Verteidigerkollegen Werner Nievelstein alle 30 Oberligaspiele an der Seite der weiteren Mitspieler Vladimir Beara, Jean Löring, Willi Bergstein und Branko Zebec. Nachdem die Alemannia aus Aachen 1963 trotz sportlicher Qualifikation – Aachen belegte 1962/63 punktgleich mit dem Vierten Preußen Münster den fünften Rang, einen Punkt hinter dem Dritten Meidericher SV – nicht für die Bundesliga nominiert worden war, musste Krisp mit Aachen ab der Saison 1963/64 in der zweitklassigen Regionalliga West die Verbandsspiele bestreiten. Am 11. Mai 1963 stand er in der Tivoli-Elf, die mit einem 2:1-Erfolg im Heimspiel gegen Bayer 04 Leverkusen das Kapitel der alten erstklassigen Fußball-Oberliga beendete.
Herbert Krisp wurde mit dem Klub 1963/64 souveräner Meister der ersten Regionalliga-Spielzeit. Mit Torschützenkönig Josef Martinelli scheiterte man jedoch in der Bundesliga-Aufstiegsrunde an Hannover 96. Ein Jahr später wurde Krisp mit der Alemannia noch einmal Vize-Meister und erreichte das DFB-Pokalendspiel 1965. Zwar ging das Pokalfinale mit 0:2 gegen den Bundesligisten Borussia Dortmund verloren, aber trotzdem stellten der Weg dahin und die Duelle im Endspiel gegen den Borussentorjäger Lothar Emmerich den Höhepunkt seiner Karriere dar. Mit dem Spiel am 29. Mai 1966 gegen Leverkusen – beim 5:1-Auswärtserfolg erzielte er noch ein Tor – beendete er an der Seite seines Verteidigerkollegen Werner Nievelstein seine Spielerzeit bei Alemannia Aachen. Nach seiner erfolgreichen Zeit in Aachen ging er 1966 zum MVV Maastricht in den Niederlanden. Seine letzte bekannte Station war der FV Haaren, wo er 1970 als Spielertrainer fungierte.
Sein Sohn Thomas Krisp spielte u. a. für die Alemannen und Borussia Mönchengladbach in der Bundesliga.